# Patrick Kelly (Bischof, 1779)
Patrick Kelly (* 16. April 1779 in Kilkenny, Irland; † 8. Oktober 1829) war ein irischer römisch-katholischer Geistlicher und Bischof von Waterford und Lismore.

## Leben
Patrick Kelly empfing am 18. Juli 1802 das Sakrament der Priesterweihe. Vor seiner Ernennung zum Bischof leitete er das St. John’s Seminary in Birchfield bei Kilkenny.
Am 11. Juli 1820 ernannte ihn Papst Pius VII. zum ersten Bischof des mit gleichem Datum errichteten Bistums Richmond in den Vereinigten Staaten. Die Bischofsweihe spendete ihm der Erzbischof von Dublin, John Thomas Troy OP, am 24. August desselben Jahres. Mitkonsekratoren waren der Koadjutorerzbischof von Dublin, Daniel Murray, und der Bischof von Ossory, Kyran Marum, in der St. James-Kapelle in Dublin. Noch vor seiner Abreise wirkte er bei der Bischofsweihe des Bischofs von Charleston, John England, als Mitkonsekrator mit.
Im Januar 1821 erreichte er in Norfolk das Territorium seiner Diözese, die er am 19. Januar in Besitz nahm. Allerdings war die katholische Gemeinde in Norfolk durch Grundstücksstreitigkeiten und wegen der Bistumsgründung tief gespalten. Zudem war sie zu arm, um den Aufbau eines Bistums zu finanzieren, sodass Kelly seinen Lebensunterhalt durch den Betrieb einer Schule selbst erwirtschaften musste. Er erbat daher die Erlaubnis, nach Irland zurückkehren zu dürfen.
Am 22. Februar 1822 ernannte ihn Papst Pius VII. zum Bischof von Waterford und Lismore. Er verließ Virginia im Juli 1822, ohne seinen Bischofssitz Richmond je erreicht zu haben. Für die nächsten 19 Jahre gab es keinen Nachfolger im Bistum Richmond, das durch die Erzbischöfe von Baltimore als Apostolische Administratoren verwaltet wurde.